# Артёмов, Сергей Викторович
Сергей Викторович Артёмов (укр. Сергій Вікторович Артьомов; род. 18 ноября 1980, Ворошиловград) — украинский футболист, полузащитник.

## Биография
Футболом начал заниматься в Луганске.
Начал профессиональную карьеру 8 мая 1998 года, в «Авангард-Интере», из Ровеньков которая играла во Второй лиге.
В 2000 году перешёл в «Динамо» из Стаханова, в котором сыграл только один матч. В следующем сезоне он перешёл в «Сталь» из Алчевска, в составе которой он вышел в Высшую лигу (где дебютировал 17 июля 2005 года).
Завершил карьеру в 2005 году.

## Достижения
- Победитель Первой лиги Украины: 2004/05